# 알코올 탈수소효소
알코올 탈수소효소(alcohol dehydrogenase)는 알코올 발효에서 피루브산 탈탄산효소(pyruvate decarboxylase)와 함께 사용되는 효소이다. 이 효소는 2 탄소인 아세트알데하이드(acetaldehyde) 1 분자를 역시 2 탄소인 에탄올로 바꾸면서 NADH를 NAD+ 1분자로 바꾼다. 그리고 여기서 나온 2 NAD+를 해당과정에 기질로 투입하여 6탄소인 포도당 1 분자에서 2 ATP를 생산한다.
이 효소의 이름이 알코올 탈수소효소인 이유는 에탄올(알코올)에서 수소를 떼어 NAD+에 붙여주는 역반응도 가능하기 때문이다.

알코올 탈수소효소는 젖산 발효의 젖산 탈수소효소와 같은 기능을 하는 효소이다.

## 같이 보기
- 알코올 탈수소효소 (NAD(P)+)
- 알데하이드 탈수소효소
- 산화 환원 효소
- 혈중 알코올 농도